# Adolph von Pressentin
Adolph Albert Bernhard Hans Wilhelm von Pressentin (* 14. Juli 1845 in Schwerin; † 23. Dezember 1916 ebenda) war ein deutscher Politiker, Beamter und Jurist. Von 1896 bis 1914 war er Staatsrat und Vorstand des Finanzministeriums von Mecklenburg-Schwerin.

## Leben

### Herkunft
Adolph von Pressentin war der Sohn des Oberstleutnants Bernhard von Pressentin (1815–1869) und Dorothea (Doris), geborene von Bülow (1823–1904).

### Werdegang
Er erlangte 1864 das Abitur am Fridericianum Schwerin. Danach studierte er Rechtswissenschaft und Kameralistik in Heidelberg, Göttingen und ab 1867 an der Universität Rostock. 1865 wurde er Mitglied des Corps Vandalia Heidelberg. 1868 schloss er das Studium ab und bestand im Folgejahr in Rostock das Advokatenexamen. Danach trat er in den großherzoglichen mecklenburgischen Dienst ein. Zunächst war er als Amtsauditor beim Amt Schwerin tätig. Ab 1873 arbeitete er dort als Amtsassessor, nachdem er am 23. November 1872 das Richter-Examen abgelegt hatte. 1875 wurde er zum Amtsverwalter ernannt und war als Distriktsbeamter und Leiter des Zentralbüros der großherzoglichen Haushaltsverwaltung tätig. Von 1881 bis 1891 war er Landrentmeister und Erster Vorstand der großherzoglichen Renterei. Ab 1887 war er außerdem Mitglied des Landesversicherungsamtes von Mecklenburg-Schwerin.
1883 wurde Adolph von Pressentin das Ritterkreuz des Hausordens der Wendischen Krone verliehen. Damit wurde unter anderem seine Mitarbeit im Vorstand der Landes-Gewerbe und Industrieausstellung des gleichen Jahres gewürdigt. Auch engagierte er sich von 1889 bis zu seinem Tod im Verein für mecklenburgische Geschichte, dessen Vizepräsident er ab 1905 war.
Ab März 1891 war Adolph von Pressentin als Ministerialrat und Vortragender Rat im Ministerium des Innern tätig. Dort war er als Dirigent des großherzoglichen Eisenbahn-Kommissariats unter anderem 1894 wesentlich am Ankauf der Lloydbahn und der mecklenburgischen Südbahn beteiligt, die in die Großherzoglich Mecklenburgische Friedrich-Franz-Eisenbahn eingingen. Für seine Verdienste in dieser Funktion wurde er 1895 zum Geheimen Ministerialrat ernannt.
Am 1. Oktober 1896 wurde Adolph von Pressentin zum Staatsrat und Vorstand des Finanzministeriums von Mecklenburg-Schwerin mit der Abteilung Domänen und Forsten ernannt. Ab Oktober 1904 war damit zudem erster Vertreter des Bevollmächtigten des Landes im Bundesrat. Als Finanzminister war er außerdem der Vorstand des Hoftheaters und bis 1914 landesherrlicher Kommissar und Vorsitzender der Schuldentilgungskommission. In die Amtszeit von Adolph von Pressentin fallen unter anderem die Förderung der Ansiedlung auf dem Lande und des Kirchen-, Schulen- und Verwaltungsbaus, die staatliche Unterstützung des Abbaus heimischer Bodenschätze (Kali- und Steinsalzbergwerk Conow) sowie die Umstellung des veralteten Faktorensteuersystems auf ein Einkommens- und Vermögenssteuersystem.
Adolph von Pressentin war an den langjährigen Debatten über eine neue Landesverfassung beteiligt. Er trat wiederholt für eine konstitutionelle Verfassung in Mecklenburg ein und versuchte eine Einigung in diesem Sinne herbeizuführen. Nachdem der Verfassungsentwurf des Großherzogs Friedrich Franz IV. auf einem außerordentlichen Landtag in Schwerin mit deutlicher Mehrheit abgelehnt worden war, reichte Adolph von Pressentin im Herbst 1913 ebenso wie der Präsident des Staatsministeriums Carl von Bassewitz-Levetzow sein Entlassungsgesuch ein. Auf Wunsch des Großherzogs blieb er jedoch zunächst im Amt, bis er am 31. März 1914 auf eigenen Antrag als Minister ausschied. Gleichzeitig mit seiner Entlassung wurde er zum Wirklichen Geheimen Rat ernannt. 1916 starb er mit 71 Jahren an den Folgen eines Herzanfalls.

### Familie
Adolph von Pressentin war seit 1874 mit Klara (1853–1932), geb. Flügge, verheiratet. Sie war die Tochter eines Geheimen Kabinettrats. Aus der Ehe gingen fünf Kinder hervor.

## Auszeichnungen (Auswahl)
- 1883: Ritterkreuz des Hausordens der Wendischen Krone
- 1888: Ehrenmedaille für opferwillige Hilfe in Wassernot
- 1896: preußischer Roter Adlerorden 2. Klasse
- 1897: Großkreuz des Albrechts-Ordens
- 1899: Prädikat Exzellenz
- 1901: Großkreuz mit der Krone in Erz des Hausordens der Wendischen Krone
- 1901: königlich-preußischer Kronenorden 1. Klasse
- 1901: Großkreuz des holländischen Ordens von Oranien-Nassau
- 1903: Großkreuz des dänischen Dannebrogordens
- 1914: Titel Wirklicher Geheimer Rat